# Anders Gustafsson (1852–1948)
Anders Petter Gustafsson i Sjögesta, född 22 november 1852 i Kumla församling, Örebro län, död 18 juli 1948 i Örebro Nikolai församling, var en svensk lantbrukare och riksdagsman.
Anders Gustafssons far var lantbrukare och rusthållare. Gustafsson var gift med en lantbrukardotter och var 1881–1908 verksam som lantbrukare i Sjögesta i Örebro län och från 1909 som VD för ett tidningstryckeri. Som riksdagsman var han ledamot av riksdagens andra kammare 1894–1924, först invald i Örebro och Glanshammars häraders valkrets, senare invald i Örebro läns valkrets.